# ضبط چهار
«ضبط چهار» (به انگلیسی: Four the Record) چهارمین آلبوم استودیویی از هنرمند اهل ایالات متحده آمریکا میراندا لمبرت است که در  ۱ نوامبر ۲۰۱۱ منتشر شد.